# Mazères (Gironda)
 Mazères  es una población y comuna francesa, situada en la región de Aquitania, departamento de Gironda, en el distrito de Langon y cantón de Langon.

## Demografía
| 471 | 453 | 406 | 383 | 453 | 547 |
| Para los censos de 1962 a 1999 la población legal corresponde a la población sin duplicidades (Fuente: INSEE [Consultar]) |     |     |     |     |     |

## Lugares y monumentos
- Castillo de Roquetaillade.